# 克里斯蒂娜·费内克
克里斯蒂娜·费内克（德語：Christine Ferneck，1968年4月29日—），德国女子曲棍球运动员。她曾代表西德、德国参加1988年和1992年夏季奥林匹克运动会曲棍球比赛，其中1992年奥运会获得一枚银牌。